# Остафійчук Іван Васильович
Іва́н Васи́льович Остафійчу́к (нар. 28 липня 1940, Тростянець на Гуцульщині) — український художник, графік, лауреат Шевченківської премії (2007).

## Життєвий шлях
Народився у Тростянці, Снятинського району на Івано-Франківщині в передгір‘ї гуцульських Карпат. Батьки, Анна (з дому Павлюк) та Василь Остафійчуки, були звичайними карпатськими селянами.

Здобувши загальну середню освіту, розпочав своє сходження у мистецтво у Вижницькому училищі прикладного мистецтва (1957—1960) та Львівському державному інституті прикладного та декоративного мистецтва (1960—1965) на відділі текстилю. Навчався фаху в Карло Звіринського та Романа Сельського, а згодом консультувався з ними із творчих питань. Ще в студентські роки розпочав виставкову практику, яку згодом поєднав із роботою графіка-ілюстратора. У 1960-х роках спеціалізувався в графіці, малярстві, художньому текстилі й кераміці.

Молодий художник стає членом Львівського відділення Спілки радянських художників України.

## Мистецька діяльність
Іван Остафійчук є митцем, який не належить до жодного узагальнення, що об'єднує художників у рамках певних течій. Винятковість його насамперед визначена тематикою його творів. Герої й теми графічних чи живописних композицій художника живуть у своєму світі, близькому кожній людині з дитинства.
Структурно легкі, але повністю заповнені лінеарним орнаментом композиції 1969 р., присвячені новелам Василя Стефаника, стали синтетичним символом пластики, що збуджує внутрішню уяву.
Характерною для робіт Івана Остафійчука 1970-х рр. стала рівновага між видимим і значенням. Створені за таким принципом літографії 1971 року «Прихід велетів», «Танець життя», «Опришки», «Мольфар», «Людина і худоба», що входять до циклу «Гуцульські легенди», не насичені ілюзією, а мають прямий зв'язок із легендами гуцульського краю.
У першій половині 1970-х роках художник бере активну участь у групових виставках, які відбуваються як в Україні, так і за кордоном. Роботи митця потрапляють до Польщі, Білорусі, Литви, Східної Німеччини, Америки і Канади із презентаціями української графіки. Знаковою була виставка в Ризі (Литва, 1972), де поруч із Леопольдом Левицьким, Володимиром Патиком та Маріоном Ілку Іван Остафійчук представляв цикл «Гуцульські легенди».
Мандруючи Україною, митець, натхненний побаченим, створює у 1975—1985 рр. цикл «Подорожі по Україні». Концептуально зближуючись з ідеями національного модернізму, І. Остафійчук розкриває обряди, звичаї, моральну красу українців на вісімдесяти п‘яти аркушах.
1979 року відбувається перша індивідуальна виставка художника у Львівській картинній галереї, а також показ робіт у Тернопільській мистецькій галереї.
Гра думок, барв і вібрації почуттів митця у колоритній серії монотипій «Українські народні пісні» 1989 р. відзначені золотою медаллю на IX Бієнале графічного мистецтва у Брно (Чехословаччина).
Варто відзначити, що у 70-х років XX століття Іван Остафійчук створив книжечку дитячих розмальовок «Пензлик-чарівник». Призначена для дітей дошкільного віку, у редакції художника, книжечка мала на меті привчати дітей любити українські казки та свою історію, шанувати світ природи, закликала піддатися чарам музики троїстих музик і танцю барв. Також у цей період художник ілюструє збірку віршів Марійки Підгірянки «Безкінечні казочки», призначених для дошкільної аудиторії. 1974 р. митець ілюструє збірник новел Марка Черемшини «Карби». Ілюстрації І. Остафійчука стають візуальною єдністю реальності життя героїв новел, письменника та художника.
Велику кількість кольорових ілюстрацій художник виконує до збірок віршів Дмитра Павличка «Плесо» (1984), «Рубаї» (1987) та англомовного видання української народної казки «Семеро братів-воронів та їх сестра» (1986).
Відмовився від звання «Заслужений художник України».
У 1987 році емігрував до Хорватії, а 1988 році — до Канади. Важливими у творчій біографії митця були персональні виставки в Едмонтоні, Оттаві, Монреалі, Торонто, Клівленді, Рочестері, Лос-Анджелесі, Чикаго, Нью-Йорку, Детройті. З 1992 року мешкає та працює у Львові. Після повернення на Батьківщину митець активізував творчу практику, як зазначають критики, суттєво збагативши контекст своїх творчих шукань.
Особливої уваги заслуговує виконана митцем серія ілюстрацій до віршів Тараса Шевченка «В казематі» (1987). Лаконізм висловлення та енергетика контрастів, вібрації ліній та штрихів стають метафоричним виявом свободи. Створені І. Остафійчуком роботи на еміграції промовляють технічно іншими засобами експресіонізму. Поезію Т. Шевченка багато й по різному ілюстрували, проте графічні аркуші І. Остафійчука не є ілюстраціями до великого Кобзаря, це ілюстрації власних переживань.

## Ювілейна виставка
28 липня 2015 у Львівському національному музеї імені Андрея Шептицького відбулося урочисте відкриття виставки художніх творів Івана Остафійчука. Вона була присвячена 75-літньому ювілею художника та 50-ти літтю творчої мистецької діяльності. Найприємнішою несподіванкою для художника були привітання і подарунок — книга «Снятинщина. Історико-етнографічний нарис» від імені голів Снятинської районної ради Петра Гнідана та райдержадміністрації Романа Маліновського.
Для Національного музею імені Андрея Шептицького ця виставка є особливо цінною, оскільки більшість творів, заекспонованих на виставці, разом із значною частиною творчого доробку (загалом 200 робіт), митець передав в дар музеєві.

## Відзнаки й нагороди
- 1989 року художника нагородили золотою медаллю IX Бієнале графічного мистецтва у м. Брно (Чехословаччина), він також отримує інші міжнародні нагороди.
- 2014 року І. Остафійчук став лауреатом Літературно-мистецької премії імені Марка Черемшини.

## Шевченківська премія
Свої 100 тисяч гривень, що становлять матеріальну винагороду Шевченківської премії (яку художник отримав 2007 року), Іван Остафійчук запланував витратити на ремонт власної галереї. 
| Приміщення для цієї галереї я купив ще три роки тому. Уже рік там триває ремонт. Сподіваюся, премії якраз вистачить, щоб його завершити. А завершу — подарую свою галерею місту. Хоча саме місто мені ніколи нічого не давало. |